# Respuesta a Sor Filotea de la Cruz

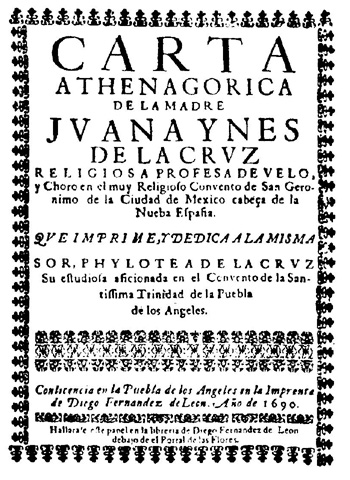
La publication de la Carta Atenagórica a provoqué la réponse à Sor Filotea et a conduit à interdire à Sor Juana de poursuivre son travail intellectuel.

La Respuesta a Sor Filotea de la Cruz (trad. Réponse à Sœur Philotée de la Croix) est une lettre écrite en 1691 par la religieuse mexicaine, Juana Inés de la Cruz, et publiée à Madrid à titre posthume, en 1970. Chargé d’érudition et puissamment argumenté, ce texte revendique les droits des femmes et l’importance de l’accès à l’éducation.

## Les circonstances
Curieusement dans ce texte, la religieuse lettrée se retrouve à l'avant-garde de l'exigence féministe. Étudier n'est pas réclamé par elle comme un droit, mais comme un devoir. Et cette revendicatrice nous vient du  Nouveau Monde. À cette époque, une réussite semblable aurait été impossible en Europe.
D'origine modeste, née hors mariage à la campagne, mais surdouée et passionnée d'étude, Juana est devenue grâce à une cascade de circonstances favorables le « Phénix de México », la « Dixième Muse ». La faveur d'une vice-reine lui a permis de professer dans un couvent assez aristocratique (es) où l'on était dispensée du vœu de pauvreté. Son parloir/salon, et surtout son talent poétique, ont fait d'elle une véritable gloire locale, mais elle le payait par de pénibles jalousies et incompréhensions. Sœr Juana gémissait souvent en vers, se disant la victime de son mythe, mais celui-ci était aussi un fonds de commerce...
En 1689 est publié à Madrid un premier volume de ses poèmes, Inundación castálida, avec un immense succès. Au terme de la même année, un curieux débat va agiter la société et le clergé mexicains. Au parloir, Sœr Juana avait critiqué avec brio un sermon du célèbre prédicateur jésuite portugais Antonio Vieira. Un assistant lui demande de mettre son argumentation par écrit : les copies manuscrites se multiplient. Il s'ensuit une véritable polémique entre ceux qui défendent le grand écrivain portugais ou qui n'admettent pas que les femmes se mêlent de théologie et ceux qui défendent Sœr Juana. Depuis l'année 2004, grâce aux méritoires découvertes du péruvien Juan Antonio Rodriguez Garrido, nous savons que le seul libelle anonyme -- Fe de erratas—était vraiment important, surtout aux yeux de ceux qui en devinaient l'auteur, Nous savons maintenant que l'anonymat profita à Sœr Juana : afin de ne pas se voir soupçonnés, beaucoup de lecteurs la défendirent.
Une copie arrive entre les mains de l'évêque de Puebla Manuel Fernández de Santa Cruz (es). Il a beaucoup entendu parler de Sœr Juana, il l'admire de loin mais voudrait la rendre « plus sainte ». Il prend sur lui de publier le texte en décembre 1689 sous le titre ronflant de Lettre Athénagorique. Il le fait précéder d'une lettre très louangeuse mais qui lui prescrit, vu son état religieux, de réserver désormais sa plume aux sciences sacrées. Pour ne pas avoir l'air de brandir sa crosse épiscopale, il signe Sœur Philothée, « amie de Dieu », nom emprunté à saint François de Sales. Sœr Juana, qui écrivait si souvent au courant de la plume, va mettre deux bons mois à composer sa réponse.

## Le style épistolaire
À cette époque, l'art épistolaire constituait une part importante de la littérature. Par respect pour son correspondant (y compris en montrant qu'elle n'est pas dupe du pseudonyme), et pour ne pas décevoir ses admirateurs, Sœr Juana se doit d'observer les règles de la Rhétorique. En effet, elle parvient en même temps à « enseigner, charmer et émouvoir » ainsi que le voulaient les maîtres. Le lecteur actuel doit supporter au passage les figures d'humilité, le déploiement d'érudition, les nombreuses citations latines et l'usage immodéré de l'hyperbole, tout ce que l'on exige à l'époque baroque, mais le naturel de beaucoup de passages fait un heureux contraste.

## Les enjeux
Sœr Juana ne répond pas seulement à l'évêque, mais également à ses ennemis et accusateurs qui eux voudraient qu'elle se taise! Elle répond aussi aux idées dominantes du monde ecclésiastique et parfois à sa propre conscience. Quant au pouvoir inquisitorial, il fonctionne pour elle à l'envers : puisque le principal adversaire n'a pas dénoncé  la Carta Atenagórica, c'est bien qu'elle est sans tache!
Sur sa biographie, Sœr Juana ne dit pas tout et la part d'épanchement du texte est très contrôlée. Elle justifie sa conduite en racontant la singularité de son enfance : l'entrée au couvent était la moins mauvaise solution et non une vraie vocation. Elle suggère - dans le langage de l'époque - qu'une carrière d'écrivain religieux l'obligerait à l'auto-censure. Dans son étude de la Bible, elle est bien obligée d'éclairer le texte par les sciences auxiliaires : elle y trouve un goût particulier mais c'est Dieu qui l'a faite ainsi. Une sorte d'ironie socratique fait sentir à l'évêque qu'il n'a rien compris.
Et elle revendique, pour elle et aussi pour les autres femmes : elle demande que, pour des raisons de décence, les petites filles soient instruites, non par des précepteurs, mais par des femmes d'âge mûr. Elle a le courage rare d'invoquer saint Paul et d'interpréter le fameux « Que les femmes se taisent dans les assemblées » (implicitement elle sollicite un gagne-pain pour des femmes pauvres). Et elle se garde bien de parler du grec et de l'hébreu alors qu'elle s'est discrètement mise au grec.

## Postérité
Cette œuvre passe inaperçue des milieux littéraires contemporains en dehors du monde hispanique. Pendant environ une génération, au début du XVIIIe siècle, la Respuesta suscite une certaine admiration chez les lettrés hispanophones, qui n'en goûte que la performance sans en discuter les idées. Il semble qu'aucune approbation ni réfutation n'ait été retrouvée, et qu'aucune traduction n'en ait été réalisée, de sorte que l'œuvre littéraire de Sor Juana tombe rapidement dans l'oubli.
Mais depuis fin 2010, nous connaissons la longue et curieuse réponse de l'évêque (es) lui-même, un texte très soigné, très respectueux, qui cite quelques auteurs païens de l'Antiquité, mais qui n'évoque à aucun moment les revendications féministes de Sœr Juana. Il se rend compte que son texte antérieur avait raté sa cible. Il accepte l'ironie socratique, mais tenant toujours son rôle d'évêque, il propose à la religieuse de se plonger dans la mystique. Une lettre de 1692 nous révèle qu'il n'est pas obéi, mais il assure toujours Sœr Juana de son amitié.

## Éditions

### En langue originale
- Obras completas, tome IV, ed. A.G.Salceda, Mexico, FCE, 1957, p. 412-475.

### En français
- Marie-Cécile Bénassy-Berling, Humanisme et religion chez Sor Juana Inés de la Cruz. La femme et la culture au XVIIe siècle, annexe no 6, Paris, Publications de la Sorbonne et Editions hispaniques, 1982.
- Sœr Juana Ines de la Cruz, Le Divin Narcisse et autres textes, prologue d'Octavio Paz, trad. Frédéric Magne, Paris Gallimard, 1987.